# イスラーム期のクレタ

イクリーティシー
إقريطش (アラビア語)
Κρήτη (ギリシャ語)

クレタ島の位置（900年頃）

イスラーム期のクレタは、クレタの歴史を便宜的に区分した場合の一区分である。本項では、始期をビザンツ帝国によって統治されていたクレタ島にイスラーム教徒の集団が侵入し、その支配を確立した820年代後半とし、終期をビザンツ帝国によってクレタ島が再征服される961年とする。820年代後半にクレタを征服したイスラーム教徒の集団は、征服時のまま一体性を失わず事実上独立した政権として続き、集団の長はアミールを名乗った。クレタのアミールはアッバース朝カリフに臣従を誓い、エジプトのトゥールーン朝とも緊密な紐帯を維持した。クレタはアラビア語で Iqritish といい、クレタ人は Iqritiya という。
824年頃、または827/828年頃に、イベリア半島（アンダルス）を追放されたアラブ人の一団がクレタ島を征服し、独立政権を作り上げた。ビザンツ人は842年と843年にテオクティストスの指揮で島を奪回すべく遠征を行い島の大半を制圧したものの、直後に撃退され最終的に再征服が達成されることはなかった。ビザンツ帝国によるその後の奪回の試みも全て失敗し、クレタ島の独立政権は135年ほどにわたり存続した。この国はビザンツ帝国の主たる敵の1つとなった。クレタ島のアラブ人はアミール（太守）の下で東地中海のシーレーンを制し、クレタ島はムスリムの海賊船団の前線基地、安全地帯としての役割を果たした。彼らはビザンツ帝国支配下のエーゲ海沿岸地域を荒らしまわり大きな被害を与えた。残された史料が少ないためにイスラーム期のクレタの歴史は、よく判っていない。ただ、イスラーム世界に残された記録によれば、当時のクレタ人（アンダルス人、アラブ人）は単に海賊活動を盛んに行っただけではなく、広域での貿易も行い、さらには農業にも力を入れていたと考えられる。クレタ島のアラブ人勢力はニケフォロス・フォカスによる960年から961年にかけての大規模な遠征によって終焉を迎えた。

## クレタ島のムスリム政権
この時代を規定するのはアンダルスから到来したアラブ人たちがクレタ島に打ち立てた事実上の独立政権であるが、このクレタ島のアンダルス人（アラブ人）政権を対象にした日本語の出版物は少なく、またこれに言及する際に特定の名前を与えることは一般的ではない。この勢力は例えば「八二〇年代から約一四〇年の間アラブ人の支配下に置かれ...」「...スペインからやってきたアラブ人によって征服された。このあとクレタは一三〇年あまりアラブ支配下におかれ...」「アンダルス人たちは独立した小政権を島に形成したが...」といった表現で言及されるのが常である。英語圏では例えば、Makrypouliasのようにこの勢力を「Emirate of Crete」と呼ぶ場合がある。英和辞典においては「emirate」という単語には通常「首長国」という訳語が当てられているため、これを直訳すると「クレタ首長国」という訳語を作ることができるが、地中海のemirate（アミール支配下の政権）を「首長国」という用語を用いて表現している日本語の書籍・論文はほぼ存在しない。従って本項ではこの名称を使用していない。

## 歴史
クレタ島は7世紀半ばのイスラームの征服活動の第1波以来、ムスリムの軍勢によって襲撃されていた。最初の攻撃が654年にあり、別の襲撃が674/675年にあった。島の一部はウマイヤ朝のカリフ、アル＝ワリード1世（在位：705年-715年）の治世中に一時的に占領された。しかしながら、8世紀に時折行われた襲撃にもかかわらず、クレタ島が当時征服されることはなく、ビザンツ帝国はこの島の支配を維持した。クレタ島はこの島を確保するのに効果的な遠征を行うには、アラブ人の海軍基地であったレヴァントから遠すぎた。

### クレタ島征服
9世紀前半から961年3月までの130年間ほどの間、クレタ島を支配したムスリムの政権が、いつごろどのようにクレタ島を征服したか、さらに、征服の主体となった彼らがどのような人々であったのかという問題については、史料が不十分であるため明らかになっていない。征服の始期については、ビザンツ側の史料に基づくと、ビザンツ皇帝ミカエル2世（在位：820年-829年）の治世後半のある時点であるのはたしかである。
上記クレタ島征服の主体は、マクリーズィーによる年代記の記述などを根拠に、伝統的に、アブー・ハフスという人物に率いられ、イベリア半島からやってきたムスリムの集団（Spanish Muslim, Spanish Arabs, Andalucians; 以下では al-Andalusī を意味することを意図して「アンダルス人」と呼ぶ。）であると考えられている。マクリーズィーによると、アブー・ハフスに率いられたアンダルス人は、長い流浪の歴史をもっており、もともとは818年に勃発した後ウマイヤ朝アミール・ハカム1世への反乱後の弾圧を生き延びたラバドの住民であるという。その後、流民の流入と流出を繰り返して一万人以上の集団を形成し、処々で寇掠を繰り返しながらアッバース朝支配下のエジプト・アレクサンドリアに上陸した。その後、彼らはイブン・ターヒルにより包囲されてアレクサンドリアから追い出され、クレタ島に向かったとされる。
しかし、W. Kubiakが指摘するように、彼らが後ウマイヤ朝（コルドバ）に起源をもつという説は別の史料と矛盾しているように見受けられる。別の史料では、アンダルス人の海賊たちは798/9年初頭にアレクサンドリアに現れ、この都市の支配を手にしたのが814年であるという。付け加えて、W. Kubiakは、このアンダルス人たちの指導者アブー・ハフスの出身地ファフスル・バッルート（Faḥṣ al-Ballūṭ）はコルドバから離れた場所にあると指摘している。

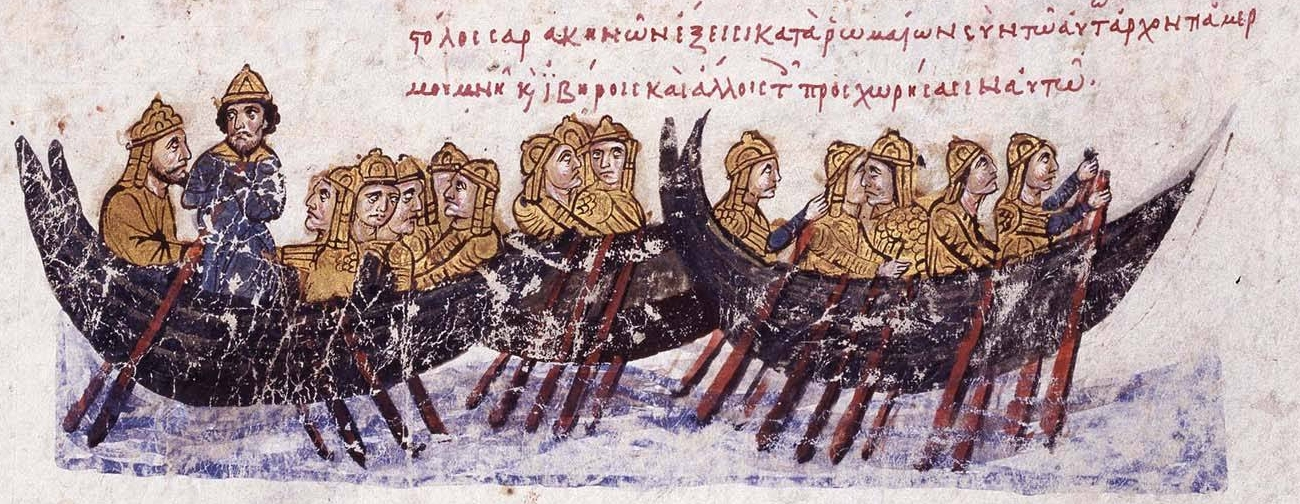
クレタ島に向かって航行するサラセン艦隊。『スキュリチェス年代記』のマドリード写本より。

このアンダルス人たちの一団がクレタ島に上陸した正確な時期は不明である。後のムスリムの記録ではそれは通常827年から828年、アレクサンドリアから彼らが追放された後のこととされている。しかし、ビザンツ側の記録はこれと矛盾しているように見え、彼らの上陸をスラヴ人トマスの大規模な反乱（821年-823年）の鎮圧直後のこととしている。クレタ島への侵略に対するビザンツ軍の反撃の兵力と年代についての更なる考察と、この軍隊を率いるビザンツの将軍たちについてのプロソポグラフィ（人物調査）における疑問によって、Vassilios ChristidesやChristos Makrypouliasのような学者は824年頃という早い年代を提案した。信頼されているイブン・ターヒル（Ibn Tahir）の記録によれば、クレタ島に家族ごと移動したアンダルス人たちは40隻の船でアレクサンドリアを去った。歴史学者ワーレン・トレッドゴールドは彼らの人数を総数約12,000人、そのうちおよそ3,000人が戦闘に参加可能な男性であったと見積もっている。ビザンツ帝国の歴史家によれば、このアンダルス人たちは過去にクレタ島を襲撃したことがあり、既に島について良く知っていた。ビザンツの歴史家はまた、このアンダルス人ムスリムたちの上陸は最初は略奪を目的としていたが、指導者アブー・ハフスが彼ら自身の船を焼いた後、征服の試みに変わったと主張している。もっとも、彼らが家族を帯同していたことから、この説は恐らく後世に創り出されたものであろう。
アンダルス人たちがクレタの征服をどのように進めたのかという点についても詳細は不明である。スーダ湾か現在のイラクリオンあたりの北岸から侵入を開始したとよく言われているが有力な根拠に基づくものではなく、まず人口希薄な南岸に上陸して、その後、人口稠密な内陸及び北岸に移動したという説を述べる学者もいる。ところでイラクリオンは当時まだ存在しない。イラクリオンはムスリムによるクレタ征服時代に建設された街であり、正確な建設時期は不明だが、南岸征服が先とする説によると、次に述べるミカエル2世によるクレタ奪回の試みの後かもしれない。
ミカエル2世はアンダルス人のクレタ島上陸を知るとすぐに、彼らが島全体の支配を確保するよりも前に対応を始め、島を奪回するために相次いで遠征軍を送った。スラヴ人トマスの反乱の間に生じた損害はビザンツ帝国の対応能力を低下させており、もしもアンダルス人のクレタ島上陸が827/828年のことであったならば、徐々に進行していたチュニジアのアグラブ朝によるシチリアの征服に対応するための軍艦と人員の転用もクレタ島の問題への対応を妨げたであろう。ビザンツ帝国のテマ・アナトリコイのストラテゴス（strategos）、フォテイノスとのダミアノス（Damian）の指揮による最初の奪回遠征はビザンツ軍が野戦で敗れ、ダミアノスが戦死した。2回目の遠征隊はテマ・キビュライオタイのストラテゴス、クラテロスの指揮する70隻の軍艦と共に翌年に派遣された。この遠征軍は当初勝利を収めたが、慢心に陥ったビザンツ軍は夜襲を受けた。クラテロスはコス島に逃走したが、そこでアラブ人に囚われ十字架にかけられた。

### 海賊の島

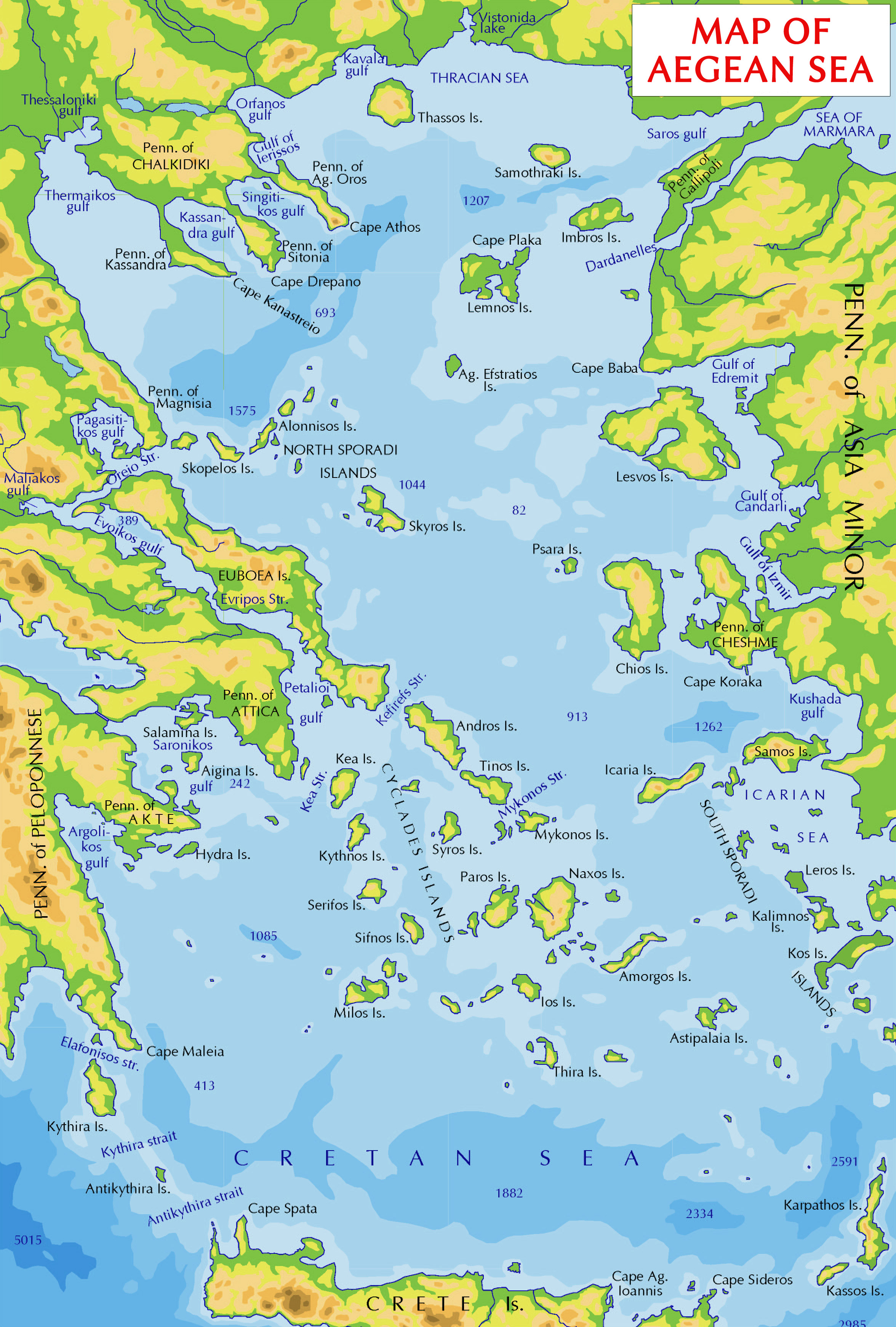
エーゲ海の地図。クレタ島は地図の南端部にある。

アブー・ハフスはビザンツ帝国による初期の攻撃を撃退し、ゆっくりと島全体を統合した。クレタを征服したムスリムは、827年か828年の夏、クレタ島の北岸に近い場所に、ハンダクスという城砦を建設した。「ハンダクス」（Χάνδαξ, ラテン文字転写:Chandax）あるいは「ハンダカス」（Χάνδακας）はギリシア語文献に見える呼び名であり（なお「カンダクス」と読む場合もある）、クレタのムスリムはアラビア語で「掘割」を意味する الخَنْدَق（ハンダク）を含む名前で呼んだ。なお、ハンダクス建設以前の彼らの根拠地は、クレタ南部のゴルテュス（ゴルテュン）だった可能性がある。また、ハンダクスはアブー・ハフスの王国の首都になり、クレタがビザンツ帝国に奪回された後も、「カンディア」、「ヘラクレイオン」と、その時々の支配者に応じて名称を変えながら、現在の町イラクリオンへと発展することになる。
アブー・ハフスはアッバース朝のカリフの宗主権を承認していたが、事実上独立した諸侯として統治した。彼らによるクレタ島の征服は、東地中海における海軍力のバランスを変更し、それまで安全だったエーゲ海の沿岸部に頻繁かつ破壊的な略奪をもたらしたという点で重要な出来事であった。
クレタ島のアンダルス人たちはまた、その歴史の初期のいずれかの時点でキュクラデス諸島のいくつかの島を占領した。しかしミカエル2世は別の大規模遠征を企画し、軍艦の新造とテッサラコンタリオイ（Tessarakontarioi）と呼ばれる新しい水兵の募集を行った。オオリュファスの指揮するビザンツ艦隊はアラブ人をエーゲ海の島々から追い払うことができたが、クレタ島の奪回には失敗した。ミカエル2世の後継者テオフィロス（在位：829年-843年）は後ウマイヤ朝のアブド・アッラフマーン2世へ使者を送り、クレタ島のアンダルス人亡命者に対する共同行動を提案した。しかしアブド・アッラフマーン2世はクレタ島に対するビザンツ帝国の行動への同意以上のものを提供することはなかった。829年10月、クレタ島のアンダルス人はタソスの戦いでビザンツ海軍を撃破し、オオリュファスの戦力の多くを無力化した。そしてエーゲ海の海岸地帯での略奪が可能となった。後に彼らはエウボイア（835年-840年頃）、レスボス島（837年）、そしてテマ・トラケシオイの沿岸地帯を襲撃し、そこでラトロス山の修道院を破壊した。しかし彼らは現地のストラテゴス、コンスタンティノス・コントミュテスによって徹底的に打ち破られた。
842年のテオフィロスの死後、クレタの脅威に対抗するための新たな処置がビザンツの新政権で取られた。843年に新たな「海のテマ」（テマ・アイガイウ・ペラグス）がアラブ人の襲撃により効率的に対応するために設置された。そしてクレタ島を奪回するための別の遠征計画が強力なロゴテテスで摂政のテオクティストスの個人的なリーダーシップの下で組織された。この遠征はクレタ島の大部分を占領することに成功したにも拘らず、テオクティストスはコンスタンティノープルの政治的陰謀の結果軍団を放棄しなければならず、取り残された軍はアラブ人たちによって壊滅させられた。クレタ島のアラブ人を弱体化させる努力の中で、853年にいくつかのビザンツ艦隊が東地中海での連携作戦に従事し、クレタ向けの武器を鹵獲するためにエジプトの海軍基地ダミエッタを攻撃した。続く数年間にビザンツ軍はアラブ人に対していくつかの成功を収めたが、それにもかかわらずクレタ島のアラブ人は860年代初頭には略奪を再開し、ペロポネソス半島、キュクラデス諸島、そしてアトスを攻撃した。866年、ビザンツ帝国のカエサル、バルダスはクレタ島を征服するための別の大規模遠征軍を組織したが、政敵のマケドニア人バシレイオスによってバルダスが殺害されたために艦隊が首都を出陣してからわずか2週間で遠征は終了した。

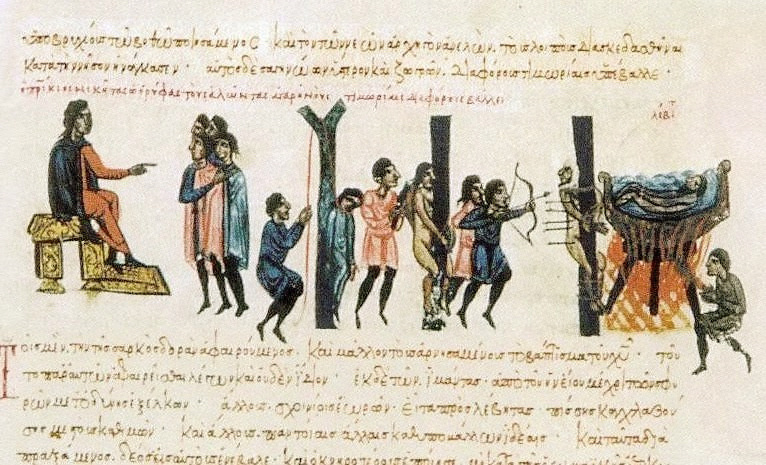
『マドリード・スキュリツェス』に描かれた、クレタ島のサラセン人を罰するオオリュファス。

870年代初頭、クレタ島のアラブ人による襲撃は新たな段階に達した。彼らの艦隊はしばしばビザンツ帝国から移った反逆者によって指揮され、エーゲ海から更に遠くダルマティアの海岸地帯にまで活動範囲を広げた。873年頃のある時、ビザンツ帝国の反逆者フォティオス指揮下のクレタ艦隊はマルマラ海にさえ入り込み、成功はしなかったもののプロコンネソスを攻撃した。717年から718年にかけてのコンスタンティノープル包囲以来、ムスリム艦隊がビザンツ帝国の首都コンスタンティノープルに肉薄したのは初めてであった。しかし彼らは帰還時、ビザンツ軍の新たな司令官ニケタス・オオリュファスによってカルディアの戦いで手痛い敗北を被った。すぐ後、オオリュファスは再びコリンティアコス湾の戦いでクレタ艦隊を打ち破り、多数の捕虜を得た。捕虜たちは略奪行為に対する報復として苛烈な拷問を受けた。ほぼ同じころ、ヤーザマーン・ハーディムによって率いられたタルソスのムスリム艦隊はハルキスで襲撃され破壊された。これらのビザンツ軍の勝利は明らかに一時的な休戦をもたらし、クレタのアミール、Saïpes（シュアイブ・ブン・ウマル）はおよそ10年間に亘り、ビザンツ帝国への貢納を義務付けられた。
ビザンツ領への襲撃はすぐ後に再開され、これにはクレタ人に加えて北アフリカ人とシリア人の艦隊が加わった。ペロポネソス半島は彼らの襲撃によって特に激しく苦しめられ、エウボイアとキュクラデス諸島（パトモス島、カルパトス島、そしてソカストロ島）の周囲がクレタの支配下に入った。クレタの支配は、北はサロニコス湾のアエギナ島、ペロポネソス半島南岸沖のエラフォニソス島とキティラ島に至るまで広がっていた。キュクラデス諸島の中の大島であるナクソス島、それに恐らくパロス島とイオス島の周囲の島々は、人頭税（ジズヤ）の支払いを強制された。全般的にクレタ島のムスリムは遺物や文学に痕跡をほとんど残していないため、一時的に支配または占領された島は実際にはもっと多い可能性がある。このアラブの襲撃の新たな潮流はエーゲ海全域において、いくつかの島の完全な荒廃と、各地の海岸部が放棄されより防御に適した内陸部に集落が移動するという影響をもたらした。アテネもまた896年-902年頃に恐らく占領され、904年にはトリポリのレオンが率いるシリア艦隊がビザンツ帝国第2の都市テッサロニキを略奪した。クレタ島のアラブ人はこのシリア人たちと緊密な協力関係にあり、シリア艦隊はしばしばクレタ島を基地として、またレオンがテッサロニキから引き揚げる際には中継地として利用した。この時、およそ20,000人以上のテッサロニキ人の虜囚がクレタ島で奴隷として売却または贈与された。また、クレタの政権はエジプトのトゥールーン朝（868年-905年）政府から強力な支援を受けていた。しかしトゥールーン朝の後成立したイフシード朝の後継者たちはクレタへの支援を怠った。911年、ヒメリオスの指揮の下、100隻以上の軍船を用いた新たなビザンツ帝国のクレタ島への大規模遠征が開始された。しかしこの遠征軍は数ヶ月で島からの撤退を余儀なくされた。そして撤退の途中、ヒメリオスの艦隊はキオス島の戦いでシリア艦隊によって粉砕された。

### ビザンツ帝国による再征服

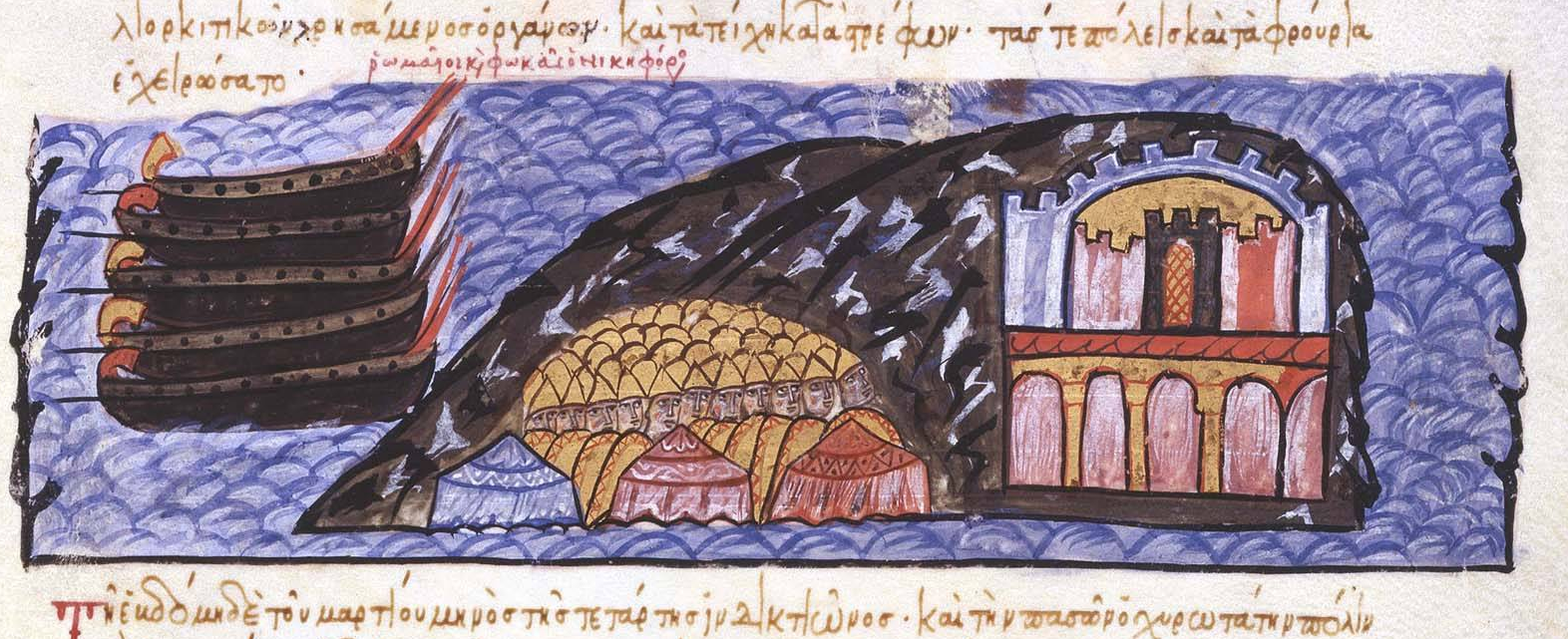
ハンダクス包囲。ハンダクスはクレタ島におけるムスリムの主たる根拠地であった。『マドリード・スキュリツェス』に描かれた細密画。

クレタの海賊活動は930年代と940年代に再び頂点を迎え、南部ギリシア、アトス、そして小アジア（アナトリア）の西海岸は荒廃の一途を辿った。この結果、ビザンツ皇帝コンスタンティノス7世（在位：913年-959年）は949年に新たな遠征軍を派遣した。しかしこの艦隊も奇襲を受け、ビザンツの年代記作家たちはこの敗北の原因を指揮官であった宦官コンスタンティノス・ゴンギュレスの無能と未熟のためとした。コンスタンティノス7世はしかし諦めることはなく、その治世の最後の年に新たな遠征の準備をした。この遠征は彼の後継者ロマノス2世（在位：959年-963）によって実現した。彼は艦隊指揮を有能な将軍ニケフォロス・フォカスに委ねた。大艦隊と大軍を指揮するフォカスは960年の6月か7月に出航してクレタ島に上陸し、ムスリムの初期の抵抗を排除した。長きにわたるハンダクス包囲は冬を超えて961年まで続き、3月6日には総攻撃が行われた。
ハンダクスは略奪され、モスクと城壁は解体された。ムスリムの住民は殺されるか奴隷とされ、クレタ島の最後のアミール、アブドゥルアズィーズ・ブン・シュアイブ（Kouroupas）と彼の息子、（アン）ヌウマーン（Al-Numan、Anemas）は捕らえられてコンスタンティノープルへ連行され、フォカスは凱旋式を催した。クレタ島はビザンツ帝国のテマとして再編され、残留したムスリムは聖ニコンのような伝道師たちによってキリスト教に改宗した。改宗者の中にはクレタの王子アネマス（ヌウマーン）もいた。彼はビザンツ帝国に臣従し、970年から971年にかけてのルーシ族との戦争の際、ドロストロンで死亡した。

## 遺産
このクレタ島の初期ムスリム時代は残存史料の欠如のためにその内部の歴史に関して比較的不明瞭な状態である。更に、恐らく961年以降のビザンツ帝国による意図的な破壊のために当時の主要な考古学的遺物は残っておらず、アラブ人の存在を思い起こさせるのは少数の地名のみである。このことはクレタ島のアンダルス人政権についての一般的な理解に影響を与えた。この国についての情報をほとんどビザンツ側の史料に頼らざるをえなかった学者たちは、ビザンツ人の色眼鏡を通して、伝統的にムスリム支配下のクレタ島を典型的な「海賊の巣窟」と見做しており、海賊行為と奴隷貿易によって存立していたと考えていた。
一方で、イスラーム世界のクレタについての散発的な言及が描く姿は、秩序だった金融経済と広範な貿易関係を持つ整った国家の姿であり、これらの記録はハンダクスが重要な文化的中心地であったことを証明している。現代に残された重量と品位の安定した大量の金・銀・銅のコインは強力な経済と人々の高い生活水準を示している。経済は他のイスラーム世界、とりわけエジプトとの交易と、農業の隆盛によって強化された。独立国家を維持するための必要性と、また同様にイスラーム世界の市場へのアクセスが農業の強化をもたらした。当時クレタ島にサトウキビが導入された可能性もある。
ムスリムによる征服の後、クレタ島に居住していたキリスト教徒に何が起きたのかは不明瞭である。伝統的な見解は、そのほとんどが改宗したか追放されたというものである。クレタ島でキリスト教徒が生き残り続けたというムスリムの文献史料による記録があるが、他のムスリムの征服地と同じようにムスリム（島を征服したアンダルス人の子孫か、その後の移住者か、あるいは彼らの集合かに関わらず）が支配階級を形成し多数派となったことが同じ史料からわかる。テオドシオス・ディアコノスが報告しているようなムスリムたちと対立する階級の情報もある。彼によれば、この島の支配権を持たない岩や洞窟に居住する農村のクレタ人は、ニケフォロス・フォカスによるハンダクスの包囲を支援するために、彼らのリーダーであるKaramountesに率いられて山岳地帯から降りてきた。この報告は、ビザンツ人のキリスト教徒人口は農村部に相対的に孤立した状態で残されていたのに対し、（現地人の改宗者を含む）ムスリム人口は都市部で優勢であったことを示していると思われる。

## アミールの一覧
イスラーム期のクレタ内部の歴史は、史料が乏しいことが原因で、つまびらかに語ることが難しい。それでもアラブ側のアラビア語史料により、支配者の地位「イマーラ（アミール職）」がおおむね男系子孫に世襲されたことがわかり、各アミールの名前も知ることができる。ビザンツ側のギリシア語史料にもクレタの支配者の名前がギリシア語風に転訛したかたちで記録されており、一部の者については没年等、ある程度のライフヒストリーも判明している。史料間の矛盾や曖昧な部分も多いが、近代的な歴史学以前から好事家により続けられてきた古銭趣味（古銭学）の成果も利用することにより、クレタのアミールの名前とその継承順を確立させることができる。
| 名前                   | ギリシア語史料における名前 | ラテンアルファベットによる表記 | 在位              |
| ---------------------- | -------------------------- | ------------------------------ | ----------------- |
| アブー・ハフス         | Ἀπόχαψ/Ἀπόχαψις            | Apohaps/Apohapsis              | 827/828年-855年頃 |
| シュアイブ             | Σαΐπης/Σαῆτ                | Saipes/Saet                    | 855年頃-880年頃   |
| アブー・アブドゥッラー | Βαβδέλ                     | Babdel                         | 880年-895年頃     |
| ザルクーン             | Ζερκουνῆς                  | Zerkounes                      | 895年-910年頃     |
| ユースフ               | -                          | -                              | 910年頃-915年頃   |
| アリー                 | -                          | -                              | 915年頃-925年頃   |
| アフマド               | -                          | -                              | 925年頃-940年頃   |
| シュアイブ             | -                          | -                              | 940年-943年       |
| アリー                 | -                          | -                              | 943年-949年       |
| アブドゥルアズィーズ   | Κουρουπᾶς                  | Kouroupas                      | 949年-961年       |